# Gout Gout
Gout Gout (ur. 29 grudnia 2007) – australijski lekkoatleta specjalizujący się w biegach sprinterskich.

## Kariera
W sierpniu 2024 roku zdobył srebrny medal w biegu na 200 m podczas mistrzostw świata U20 w lekkoatletyce.
7 grudnia 2024 roku pobił 56-letni rekord Australii w biegu na 200 m. Jego rezultat - 20,04 s - stał się również drugim najlepszym wynikiem w historii na tym dystansie wśród osób poniżej 18 roku życia.

## Rekordy życiowe
| Konkurencja | Wynik        | Data                             | Miejsce       | Zawody                               |
| ----------- | ------------ | -------------------------------- | ------------- | ------------------------------------ |
| 100 m       | 10,17 10,04w | 6 grudnia 2024                   | Brisbane      | Australian All Schools Championships |
| 200 m       | 20,02 19,84w | 24 czerwca 2025 13 kwietnia 2025 | Ostrawa Perth | Zlatá Tretra Mistrzostwa Australii   |